# Günther-Messner-Hochferner-Biwak
Das Günther-Messner-Hochferner-Biwak (auch Günther-Messner-Biwak oder Hochferner-Biwak, italienisch Bivacco Günther Messner) ist eine Biwakschachtel der Sektion Sterzing des Alpenverein Südtirols. Das Biwak, das über sechs Schlafplätze verfügt, liegt im Bereich des Hauptkamms der Zillertaler Alpen in Südtirol.

## Lage
Die Biwakschachtel liegt im hinteren Pfitscher Tal am Wandfuß der Hochferner-Nordwand auf 2429 m s.l.m., umgeben von den Gletschern Hochferner und Grießferner.

## Geschichte
Das Günther-Messner-Hochferner-Biwak wurde 1972 von der Sektion Sterzing des Alpenvereins Südtirol und der Bergrettung Sterzing erbaut. 1999 wurde die Biwakschachtel durch eine neue ersetzt. Benannt wurde das Biwak nach dem Bergsteiger Günther Messner, dem jüngeren Bruder von Reinhold Messner, der während einer Expedition am Nanga Parbat am 29. Juni 1970 tödlich verunglückte.
Das 1999 abgebaute alte Biwak wurde Reinhold Messner überlassen, der es zunächst in Sulden ausstellte. Im Jahr 2019 wurde dieses Biwak zum Teil eines Kunstprojekts, das dessen zeitweilige Repositionierung auf der Insel San Servolo bei Venedig und sodann in Bozen nahe dem Salewa-Hauptsitz nach sich zog.

## Nachbarhütten
- Hochfeilerhütte (2715 m) 4 ½ Stunden
- Pfitscher-Joch-Haus (Rifugio Passo di Vizze) (2276 m) 2 Stunden[3]

## Touren
- Hochfernerspitze
- Griesferner
- Hochfeiler[1]

## Zustieg
Vom Parkplatz Hochfeilerhütte bis zur 5. Kehre der Pfitscherjochstraße von dort auf Wege Nr. 7A – 7, die Gehzeit beträgt etwa zwei Stunden.